# Jacomina de Witte
Jacomina de Witte, född 1582, död 1661, svarande i ett berömt korruptionsmål i Nederländerna 1649.
Dotter till borgmästare Jacob de Witte och Jacomina Weijtsen och gift 1598 med skeppsredaren Willem Backer, 1617 med adelsmannen Johan Oem van Wijngaarden, domstolspresident. Witte ska ha tagit emot mutor för att genom sin makes ämbete påverka rättsliga processer, lämna ut information och muta ämbetsmän; en verksamhet hon skötte i trettio år, fram till att det 1649 inleddes en undersökning. Processen var mycket uppmärksammad och det ryktades att många inflytelserika kvinnor, bland andra Amalia av Solms-Braunfels, skulle vara inblandade, men det blev aldrig klarlagt. Hon dömdes till tolv års förvisning och böter i sin frånvaro, men tros ha hållit sig gömd. Maken friades från aktiv delaktighet i hennes korruption. Witte utfärdade 1657 en pamflett där hon krävde straffreducering i kraft av makens adliga status. Witte fortsatte att leva under jord och det är inte känt om hon avtjänade straffet.
Målet mot Witte ledde till en lagändring som förbjöd ämbetsinnehavare att ta emot gåvor eller givande av gåvor till ämbetsinnehavares familjemedlemmar.